# Liste der Sparkassen in Spanien

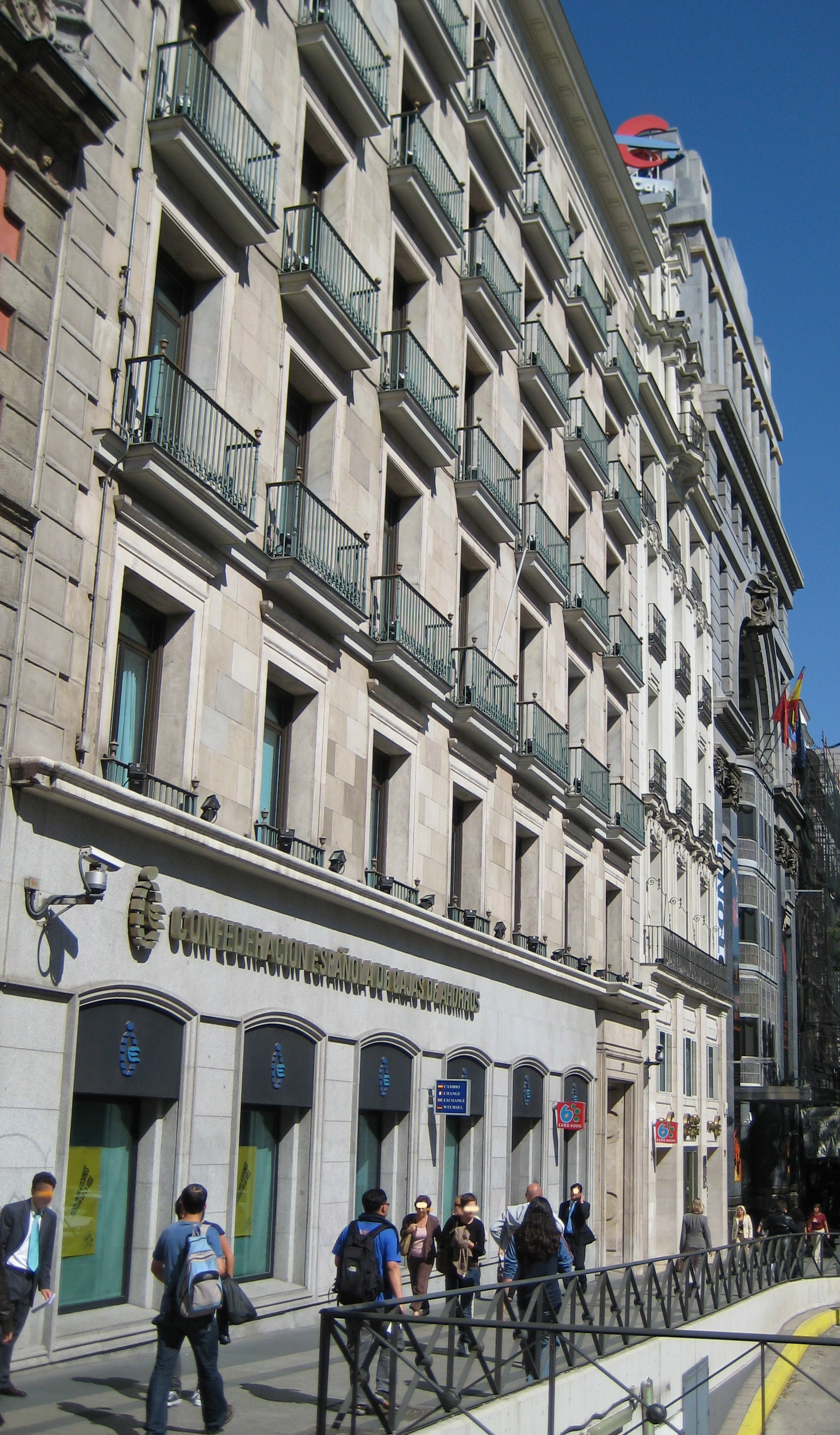
Sitz des spanischen Sparkassenverbandes in Madrid

Die Liste der Sparkassen in Spanien nennt die bestehenden Sparkassen (spanisch Caja de ahorros) in Spanien. Zum 31. Dezember 2009 gab es 45 Sparkassen, die dem spanischen Sparkassenverband (Confederación Española de Cajas de Ahorros) angeschlossen sind.
2010 soll die Zahl der Sparkassen durch Fusionen auf 36 sinken.

## Bestehende Sparkassen
| Region              | Name                                          | Sitz                       |
| ------------------- | --------------------------------------------- | -------------------------- |
| Andalusien          | Caja Granada                                  | Granada                    |
| Andalusien          | Cajasol                                       | Sevilla                    |
| Andalusien          | CajaSur                                       | Córdoba                    |
| Andalusien          | Unicaja                                       | Málaga                     |
| Aragonien           | Caja Inmaculada                               | Saragossa                  |
| Aragonien           | Ibercaja                                      | Saragossa                  |
| Asturien            | Cajastur                                      | Oviedo                     |
| Balearische Inseln  | Colonya Caixa Pollença                        | Pollença                   |
| Balearische Inseln  | Sa Nostra                                     | Palma                      |
| Kanarische Inseln   | CajaCanarias                                  | Santa Cruz de Tenerife     |
| Kanarische Inseln   | La Caja de Canarias                           | Las Palmas de Gran Canaria |
| Kantabrien          | Caja Cantabria                                | Santander                  |
| Kastilien-La Mancha | Caja Castilla-La Mancha                       | Cuenca                     |
| Kastilien und León  | Caja Círculo                                  | Burgos                     |
| Kastilien und León  | Caja de Ávila                                 | Ávila                      |
| Kastilien und León  | Caja de Burgos                                | Burgos                     |
| Kastilien und León  | Caja España + Caja Duero                      | León                       |
| Kastilien und León  | Caja Segovia                                  | Segovia                    |
| Katalonien          | Caixa Catalunya+Caixa Tarragona+Caixa Manresa | Barcelona                  |
| Katalonien          | Caixa Laietana                                | Mataró                     |
| Katalonien          | Caixa Penedès                                 | Vilafranca del Penedès     |
| Katalonien          | La Caixa+Caixa Girona                         | Barcelona                  |
| Katalonien          | UnnimCaixa                                    | Barcelona                  |
| Valencia            | Bancaja                                       | Castellón de la Plana      |
| Valencia            | Caixa Ontinyent                               | Ontinyent                  |
| Valencia            | Caja Mediterráneo                             | Alicante                   |
| Extremadura         | Caja de Badajoz                               | Badajoz                    |
| Extremadura         | Caja de Extremadura                           | Cáceres                    |
| Galicien            | Caixanova+Caixa Galicia                       | A Coruña                   |
| La Rioja            | Caja Rioja                                    | Logroño                    |
| Madrid              | Caja Madrid                                   | Madrid                     |
| Murcia              | Caja Murcia                                   | Murcia                     |
| Navarra             | Caja Navarra                                  | Pamplona                   |
| Baskenland          | Bilbao Bizkaia Kutxa                          | Bilbao                     |
| Baskenland          | Kutxa                                         | San Sebastián              |
| Baskenland          | Caja Vital Kutxa                              | Vitoria-Gasteiz            |

## Spanische Sparkassenkrise 2010
Im Zuge der Finanzkrise ab 2007 und des Platzens der spanischen Immobilienblase gerieten zahlreiche kleinere und größere spanische Sparkassen in Schwierigkeiten. Ein Maßnahmenpaket aus staatlichen Unterstützungen, Zwangsfusionen (z. B. Bankia) und Änderungen am Sparkassengesetz soll diese nun vor Zusammenbrüchen bewahren.
Am 9. Mai 2012 kam es zu einer kompletten Verstaatlichung der Bankia als größter Sparkasse Spaniens.